# Свенцицький Борис Миколайович
Борис Миколайович Свенцицький (нар. 18 липня 1932, місто Ростов-на-Дону, тепер Російська Федерація — 23 лютого 2001) — український радянський і компартійний діяч, голова виконкому Волинської обласної ради. Депутат Верховної Ради УРСР 9—10-го скликань.

## Біографія
Народився в родині службовця. У 1949 році закінчив Луцьку торгово-кооперативну школу (тепер — Луцький кооперативний коледж Львівського торговельно-економічного університету).
У 1949 — січні 1952 року — інструктор-ревізор Теремнівської райспоживспілки Волинської області.
Член КПРС з 1952 року.
У січні 1952 — лютому 1953 року — 2-й секретар Теремнівського районного комітету ЛКСМУ Волинської області. У лютому 1953—1954 роках — 1-й секретар Теремнівського районного комітету ЛКСМУ Волинської області.
У 1954—1957 роках — служба у лавах Радянської армії.
У 1957—1958 роках — інструктор Волинського обласного комітету ЛКСМУ; 1-й секретар Теремнівського районного комітету ЛКСМУ; 1-й секретар Луцького районного комітету ЛКСМУ Волинської області. У 1958 році заочно закінчив Львівський державний університет імені Івана Франка.
У жовтні 1958—1962 роках — 1-й секретар Волинського обласного комітету ЛКСМУ.
У 1962—1966 роках — 2-й секретар Луцького міського комітету КПУ Волинської області.
У 1966 — січні 1974 року — 1-й секретар Луцького районного комітету КПУ Волинської області.
У 1968 році заочно закінчив Львівський політехнічний інститут. У 1974 році — інструктор Волинського обласного комітету КПУ.
У січні 1974 — червні 1975 року — 1-й секретар Луцького міського комітету КПУ Волинської області.
У червні 1975 — березні 1985 року — голова виконавчого комітету Волинської обласної Ради народних депутатів.
З березня 1985 року — начальник управління у справах видавництв, поліграфії і книжкової торгівлі виконавчого комітету Волинської обласної ради народних депутатів.
У 1994 році пішов на заслужений відпочинок та йому було призначено пенсію, мешкав у місті Луцьку.

## Нагороди
- ордени
- медалі
- Почесна грамота Президії Верховної Ради Української РСР (16.07.1982)